# 東所沢駅 (武蔵野鉄道)
東所沢駅（ひがしところざわえき）は、かつて埼玉県所沢市上安松（所沢陸橋付近）にあった武蔵野鉄道武蔵野線（現：西武池袋線）の駅である。現在のJR武蔵野線東所沢駅とは全く別地点で、関係もない。

## 歴史
西武鉄道の前身である武蔵野鉄道が1938年、現在の秋津駅 - 所沢駅間に駅を設置。駅名として当初は所在地の地名松井村を取って松井村駅（まついむらえき）と称したが、陸軍航空整備学校の最寄り駅ということで西武鉄道（旧）の「所沢飛行場前駅」に対抗し所沢飛行場駅（ところざわひこうじょうえき）に変更した。1940年（昭和15年）に防諜目的で東所沢駅に改称されたが、第二次世界大戦末期の1945年（昭和20年）、戦況悪化を理由に営業が中止された。
- 1938年2月19日 - 松井村駅として開業。
- 1938年3月1日 - 所沢飛行場駅に改称。
- 1940年11月1日 - 東所沢駅に改称。
- 1945年2月3日 - 休止。
- 1954年10月10日 - 廃止。

## 隣の駅
武蔵野鉄道
武蔵野線
秋津駅 - 東所沢駅 - 所沢駅